# Droits de l'homme en Tunisie
La question des droits de l'homme en Tunisie est complexe, contradictoire et, à certains égards, déroutante à la suite de la révolution tunisienne qui a débuté en janvier 2011 et a renversé la dictature de longue date de Zine el-Abidine Ben Ali. Alors que les mois qui ont immédiatement suivi la révolution sont caractérisés par des améliorations significatives du statut des droits de l'homme, certaines de ces avancées ont depuis été inversées. La situation reste instable, différents observateurs fournissant des comptes rendus pratiquement irréconciliables sur la situation actuelle des droits de l'homme dans ce pays.
Depuis que Freedom House a commencé à publier ses classements Libertés dans le monde, la Tunisie s'est classée près du bas des classements la plupart du temps ; elle a constamment obtenu le classement « non libre » pendant toutes les années sauf exception. La Tunisie est passée à « partiellement libre » après la révolution (souvent associée au Printemps arabe), avec sa note de droits politiques améliorée de 7 à 3 (une note de 7 est la pire et 1 est la meilleure) et sa note de libertés civiles passant de 5 à 4. Depuis 2016, la Tunisie est passée au niveau "libre" - le seul pays arabe à recevoir cette note.

## Situation pré-révolutionnaire et développements post-révolutionnaires
Un rapport du département d'État des États-Unis, publié en avril 2011, décrit la situation des droits de l'homme dans ce pays à la veille de la révolution, citant « les restrictions à la liberté d'expression, de presse et d'association », les « graves » intimidations de journalistes, les représailles contre les critiques à l'égard du gouvernement, la conduite douteuse des élections et les informations faisant état d'arrestations arbitraires, de corruption généralisée, d'extorsion officielle, d'influence du gouvernement sur le système judiciaire, de conditions de détention extrêmement mauvaises et d'abus à l'encontre de détenus et de prisonniers, impliquant un large éventail de méthodes de torture. Les accusés ne jouissent pas du droit à un procès rapide et l'accès aux preuves est souvent restreint ; dans les affaires impliquant le droit de la famille et des successions, les juges ignorent souvent le droit civil et appliquent la charia à la place.
Bien que la principale cause de la révolte soit une frustration face à la situation économique désastreuse du pays, de nombreux dirigeants de la révolution sont des militants de longue date des droits de l'homme et de nombreux participants partagent leur espoir de remplacer l'autocratie par un gouvernement démocratique et une société civile dans laquelle les droits de l'homme sont respectés. Comme l'a noté Christopher de Bellaigue (en) dans un article publié sur le site Web de la New York Review of Books le 18 décembre 2012, la nouvelle Constitution de 2014 fait « plus ou moins quelques vagues références à l'islam, d'une laïcité frappante (elle ne mentionne pas la charia, par exemple, et garantit des droits égaux pour tous les hommes et femmes tunisiens ».
La révolution déclenche ce qu'Amnesty International décrit comme « un processus de réforme généralisé » dans le cadre duquel « des prisonniers politiques, y compris des prisonniers d'opinion, sont libérés ; les restrictions légales imposées aux partis politiques et aux ONG sont assouplies ; le Département de la sécurité d'État (DSS), notoire pour avoir torturé des détenus en toute impunité, est dissoute ; la Tunisie devient partie à d'autres traités internationaux relatifs aux droits de l'homme ; et une nouvelle Assemblée nationale constituante est élue avec pour mandat de rédiger et d'approuver une nouvelle Constitution ».
En juillet 2011, l'ONU ouvre son premier bureau des droits de l'homme en Afrique du Nord. « Le monde entier regarde avec étonnement et un respect croissant les Tunisiens continuer à réclamer vos droits, refusant de se laisser intimider par la répression, les arrestations, la torture et toutes les blessures et pertes de vie tragiques qui se sont produites » déclare la Haut-Commissaire aux droits de l'homme Navanethem Pillay lors de l'ouverture officielle du bureau. « L'impact de ces actions, sur la Tunisie elle-même, sur la région au sens large, et en fait sur le monde entier, est difficile à mesurer et est loin d'être achevé. Mais cela a sans aucun doute été énorme et vraiment inspirant ». Elle note qu'au cours des trois semaines précédentes, la Tunisie a ratifié quatre traités majeurs : le premier protocole facultatif au Pacte international relatif aux droits civils et politiques, le protocole facultatif se rapportant à la Convention contre la torture et autres peines ou traitements cruels, inhumains ou dégradants, la Convention internationale pour la protection de toutes les personnes contre les disparitions forcées et le Statut de Rome de la Cour pénale internationale.
Depuis la révolution, cependant, selon Christopher de Bellaigue, « les tensions ont fortement augmenté entre les trois partenaires » du gouvernement post-révolutionnaire, « notamment parce que les divisions entre islamistes et laïcs que la coalition est censée combler, ou du moins camoufler, sont maintenant évidentes [...] de plus en plus, les laïcs et les conservateurs religieux sont entraînés dans une guerre culturelle vigoureuse, dans laquelle les premiers invoquent les droits de l'homme, et les seconds, la loi islamique ». De plus, sous le régime actuel, comme l'a souligné Amnesty International, il y a des « violations continues des droits de l'homme », les forces de sécurité faisant un usage excessif de la force contre les manifestants, qui sont également maltraités pendant leur détention.
Le rapporteur spécial des Nations unies sur la vérité, la justice, les réparations et les garanties de non-répétition, Pablo de Greiff, exhorte les autorités tunisiennes en novembre 2012 à placer les droits humains au centre de leurs efforts de transition. En décembre de la même année, lors d'une cérémonie de la Journée mondiale des droits de l'homme au palais présidentiel de Carthage en présence de plusieurs hauts responsables du gouvernement tunisien, le président Moncef Marzouki, tout en se plaignant « d'une liberté d'expression excessive de certains médias », déplore que « la voie vers la construction d'un système des droits de l'homme en Tunisie est encore difficile et pleine de pièges ». L'une des difficultés est que de nombreux Tunisiens considèrent que la nouvelle Constitution et la Déclaration universelle des droits de l'homme sont en contradiction avec les valeurs islamiques.
Marzouki admet que les responsables de la sécurité doivent subir un changement radical d'état d'esprit, tandis que le président de l'Assemblée nationale constituante, Mustapha Ben Jaafar, exprime ses remerciements pour l'aide apportée au nouveau régime par un certain nombre d'organisations de défense des droits de l'homme. Problèmes mis à part, déclare Ben Jaafar, la démocratisation de la Tunisie est « sur la bonne voie » et le pays « se dirige vers un consensus sur la nouvelle Constitution ». Le président de l'Union nationale des magistrats tunisiens, Raoudha Labidi, dénonce cependant l'exclusion des juges de la manifestation, ce qui représente un déni de la lutte pré-révolutionnaire des juges, « ajoutant que le service judiciaire est le garant des droits de l'homme et les libertés individuelles dans le pays ».
Dans un article de décembre 2012, Dorra Megdiche Meziou porte un regard cynique sur l'événement. Tout en reconnaissant « les réalisations historiques du président sortant de la République, Moncef Marzouki, en tant que militant des droits de l'homme », notant qu'il a fait partie « du comité directeur de l'Organisation arabe des droits de l'homme », appartient à « la branche tunisienne d'Amnesty International », est « président du Comité arabe des droits de l'homme » et « a co-fondé le Conseil national pour les libertés en Tunisie », et tout en reconnaissant en outre que Mustapha Ben Jaafar a lui aussi contribué à faire progresser les droits de l'homme en tant que « principale figure de l'opposition tunisienne », Meziou se plaint que « de graves violations et atteintes aux droits de l'homme » subsistent en Tunisie, et appelle « ces anciens militants des droits de l'homme qui sont aujourd'hui au pouvoir à se mettre au travail et à traduire leurs paroles en actes ».
En octobre 2012, Amnesty International déclare que les réformes révolutionnaires de la Tunisie ont été érodées, dans les mois précédents en raison « de nouvelles restrictions à la liberté d'expression visant les journalistes, les artistes, les critiques du gouvernement, les écrivains et les blogueurs », conduisant à une grève des journalistes. En outre, les manifestants se plaignant que les réformes n'ont pas été instituées assez rapidement, « qu'ils sont accueillis avec une force inutile et excessive ». En outre, Human Rights Watch documente l'incapacité du gouvernement à enquêter sur les attaques contre des militants politiques par des groupes islamistes radicaux. Amnesty International admet avoir des « doutes » quant à l'engagement des nouveaux dirigeants tunisiens à réformer, affirmant que « la Tunisie est à la croisée des chemins » et appelant à « des mesures urgentes [...] pour réaliser les droits et les libertés pour lesquels les Tunisiens se sont battus avec tant de ténacité et de courage à la fin de 2010 et au début de 2011 ».
En 2014, le président Moncef Marzouki crée l'Instance vérité et dignité, en tant qu'élément clé de la création d'une réconciliation nationale.

## Droits fondamentaux
La Tunisie, selon Christopher de Bellaigue (en), « a fait d'importants progrès vers un système politique plus représentatif et plus responsable. Les institutions fonctionnent, bien qu'imparfaitement. La liberté d'expression est respectée à un degré sans précédent dans l'histoire moderne du pays. Certes, les laïcs et les islamistes s'efforcent de faire prévaloir leur vision du monde, mais j'ai parlé à des partisans de la ligne dure dans les deux camps, qui admettent que, tant que la majorité s'oppose à eux, le compromis est inévitable ».
Après la révolution, la Tunisie est d'ailleurs devenue la première nation du monde arabe « à inscrire légalement la parité hommes-femmes dans les listes électorales ». Selon Freedom House, les élections d'octobre 2011 « ont représenté une amélioration spectaculaire des libertés et des pratiques électorales ». Sous l'ancien régime de Zine el-Abidine Ben Ali, le cabinet, une grande partie du corps législatif et de nombreux fonctionnaires régionaux ont été nommés directement par le président. Les élections sont étroitement contrôlées et la durée des mandats a été prolongée pour permettre à Ben Ali de rester au pouvoir. En revanche, lors des élections de 2011, les 217 membres de l'Assemblée constituante sont élus directement au scrutin de liste dans 33 circonscriptions plurinominales, et les électeurs peuvent choisir parmi des partis politiques représentant un large éventail d'idéologies et de philosophies politiques, y compris des groupes islamistes et laïques. De nombreux partis en lice sont exclus de la participation politique sous Ben Ali.
Le régime tunisien est dans le même temps critiqué pour sa politique draconienne en matière de consommation de drogues à usage récréatif, qui prévoit par exemple des peines d'emprisonnement automatiques d'un an pour la consommation de cannabis. Les prisons sont surpeuplées et les toxicomanes représentent près d'un tiers de la population carcérale.
En janvier 2021, des milliers de jeunes sont arrêtés et les manifestations sont violemment dispersées par les forces de sécurité, qui ont également torturé les manifestants en détention. Un tel niveau de souffrance devrait être évité par le président tunisien Kaïs Saïed, qui s'est publiquement engagé à respecter et à protéger les droits de l'homme. Toutefois, Amnesty International rapporte que des journalistes tunisiens de premier plan, des parlementaires et d'autres personnalités politiques, y compris des critiques et des opposants présumés au président Saïed, sont ciblés pour s'être opposés au gouvernement. Le président Saied a attaqué à plusieurs reprises l'indépendance du pouvoir judiciaire et s'est octroyé de larges pouvoirs pour intervenir dans la nomination et la révocation des juges et des procureurs. La nouvelle législation contient des dispositions qui restreignent considérablement le travail et le financement des organisations de la société civile.

## Système légal

### Personnes en état d'arrestation
Les modifications apportées après la révolution à la loi sur la torture l'ont rendue plus conforme au droit international. Bien qu'il y ait encore des accusations de torture, ces incidents sont beaucoup moins fréquents qu'avant la révolution. La plupart de ces accusations concernent le passage à tabac de manifestants lors de manifestations ou dans des postes de police. Freedom House note que les réformes des droits de l'homme n'ont pas eu lieu dans le secteur de l'application des lois aussi largement que dans d'autres sphères de la société tunisienne. Amnesty International note que si le ministère de l'Intérieur, après la révolution, a prévu de vastes réformes de la police, il n'a pas remédié aux violations des droits de l'homme commises avant la révolution par la police et d'autres personnes en position d'autorité.
En décembre 2012, Dorra Megdiche Meziou note que le gouvernement post-révolutionnaire arrête des personnes mais ne les traduit pas en justice. « Certains responsables de l'ancien régime sont en état d'arrestation depuis près de deux ans et attendent toujours leur procès, qui ne semble pas imminent », écrit-elle. Par ailleurs, de jeunes manifestants sont arrêtés en divers endroits du pays et attendent d'être jugés dans des « conditions misérables ».

### Procès
Avant la révolution, selon Freedom House, le système judiciaire tunisien « était soigneusement géré par le pouvoir exécutif, qui contrôlait la nomination et l'affectation des juges. Les procès d'islamistes présumés, de militants des droits de l'homme et de journalistes étaient généralement condamnés par les observateurs nationaux et internationaux pour leur manque flagrant d'équité et leur partialité politique ». Bien que ces abus aient « diminué de manière significative en 2011 » et que le système judiciaire ait subi « quelques changements », les tribunaux, comme les forces de l'ordre, « ont été critiqués pour leur retard par rapport à d'autres institutions dans leur rythme de réforme, et il y a un arriéré important d'affaires liées à des abus commis par des membres de l'ancien régime et des forces de sécurité qui n'ont pas encore été officiellement traitées ».
Lors d'une série d'ateliers offerts en 2012 par l'Institut des droits de l'homme de l'Association internationale du barreau, le Consortium international d'assistance juridique et l'Institut CEELI (en), la majorité des juges tunisiens reçoivent une formation sur les droits de l'homme et le rôle des juges dans une société démocratique. En octobre 2012, Human Rights Watch critique toutefois le ministre de la Justice pour avoir révoqué 75 juges, appelant le parlement tunisien à « adopter de toute urgence une loi visant à créer un organe indépendant chargé de régir la discipline et la révocation des juges de manière impartiale et transparente ».

### Prison
Les conditions carcérales en Tunisie sont depuis longtemps considérées comme extrêmement médiocres, la surpopulation et la violence étant les principaux problèmes. « L'hygiène était extrêmement mauvaise et les prisonniers avaient rarement accès à des douches et à des installations sanitaires », selon un rapport du département d'État des États-Unis publié début 2011. En général, jusqu'à cinquante détenus étaient enfermés dans « une seule cellule de 194 pieds carrés, et jusqu'à 140 détenus partageaient une cellule de 323 pieds carrés. La plupart des prisonniers étaient contraints de partager leur lit ou de dormir à même le sol. Des prisonniers actuels et anciens ont indiqué que le manque d'installations de base obligeait les détenus à partager un seul point d'eau et des toilettes avec plus de 100 codétenus, ce qui créait de graves problèmes d'hygiène. Les maladies contagieuses, en particulier la gale, étaient très répandues et les prisonniers n'avaient pas accès à des soins médicaux adéquats ».
Un rapport du département d'État publié début 2012, à la suite du mouvement du Printemps arabe, décrit les conditions carcérales comme « variées » et note que si deux prisons observées en février par Human Rights Watch sont surpeuplées, la situation devrait s'améliorer à la suite d'une amnistie qui « a libéré des milliers de prisonniers politiques détenus à l'époque de Ben Ali ». Le rapport indique cependant qu'il est difficile d'obtenir des informations complètes et à jour sur les conditions de détention post-révolutionnaires.
Bien que la peine de mort n'ait pas techniquement été abolie, la Tunisie post-révolutionnaire maintient le moratoire sur les exécutions mis en place en 1991. La peine de mort reste une peine légale en Tunisie pour de nombreux crimes graves, notamment le meurtre aggravé et avec préméditation, le terrorisme, le viol aggravé, l'enlèvement, les atteintes à la sécurité extérieure de l'État, l'enlèvement et la séquestration entraînant la mort, la trahison, l'espionnage, l'incendie volontaire, les infractions militaires, la tentative d'infraction passible de la peine de mort et l'agression d'un juge en fonction, avec menace ou utilisation d'une arme. La dernière personne à avoir été exécutée en Tunisie est Jihad Matiki, exécuté par pendaison en 1991 pour meurtre et terrorisme.
Contrairement à de nombreux pays européens, pays africains et autres États occidentaux, il n'y a aucune possibilité de libération conditionnelle pour toute personne condamnée à la réclusion à perpétuité. Celle-ci signifie l'emprisonnement perpétuel pour le reste de la vie naturelle du condamné, et est toujours prononcée sans possibilité de libération conditionnelle. La réclusion à perpétuité en Tunisie est une peine obligatoire pour terrorisme, détournement d'avion, assassinat, meurtre aggravé et viol aggravé. C'est une punition possible pour le trafic de drogue, les infractions graves liées à la drogue et les crimes militaires graves.

## Libertés civiles

### Liberté d'expression
Les lois sur la presse adoptées après la révolution sont considérablement plus libérales que la législation qu'elles ont remplacée. Si la diffamation ou l'offense aux fonctionnaires ou aux institutions publiques n'est plus un délit, la diffamation en général reste un délit, même s'il n'est pas passible d'une peine d'emprisonnement. La diffamation des religions reconnues reste également un délit, tout comme la « diffusion de fausses informations », un chef d'accusation pour lequel le gouvernement pré-révolutionnaire poursuit les dissidents et les militants des droits de l'homme. Le 29 mai 2012, le gouvernement post-révolutionnaire utilise ce chef d'accusation pour placer en détention un fonctionnaire de police, Samir Feriani, qui a accusé de hauts responsables du gouvernement d'être à l'origine de la mort de manifestants pendant la révolution.
Le nouveau gouvernement échoue également dans certains cas à protéger les individus exerçant leur liberté d'expression. Le 29 juin 2012, lorsque des dizaines de musulmans attaquent une projection à Tunis d'un film sur l'athéisme, la police ne réagit pas. En octobre de la même année, un procureur annonce son intention d'enquêter sur une plainte contre Nessma pour avoir diffusé un film que les musulmans considéraient comme offensant. Bien que les personnes qui ont vandalisé et tenté d'incendier le domicile du copropriétaire de Nessma, Nabil Karoui, aient été arrêtées, elles n'ont été « détenues que brièvement et sans inculpation », tandis que Karoui et deux employés de Nessma attendent toujours d'être jugés pour « atteinte à valeurs sacrées ».
En décembre 2012, Human Rights Watch appelle le ministre de la Justice à « assurer la libération immédiate de Sami Fehri, le directeur de la chaîne de télévision privée Ettounsiya », qui reste en prison après que la plus haute juridiction tunisienne, la Cour de cassation, eut ordonné sa sortie immédiate le 28 novembre. Bien que Fehri ait été accusé de détournement de fonds, Fehri affirme que la véritable raison de son arrestation est sa diffusion d'une émission satirique sur les principaux politiciens tunisiens. « Refuser d'exécuter une décision de la plus haute autorité judiciaire porte atteinte à l'État de droit en Tunisie », déclare Eric Goldstein de Human Rights Watch.
La liberté académique, qui est sérieusement limitée avant la révolution, s'est considérablement élargie.
Human Rights Watch critique le procès de deux journalistes devant les tribunaux militaires en 2016. Les deux journalistes peuvent être emprisonnés jusqu'à trois ans en vertu de l'article 91 du Code de justice militaire, qui criminalise les atteintes à la dignité, à la réputation ou au moral de l'armée.

### Liberté de religion
Freedom House a noté que « les petites populations juives et chrétiennes de Tunisie ont généralement été libres de pratiquer leur religion » et qu'à la suite de la révolution « les musulmans conservateurs et fondamentalistes avaient plus de liberté pour exprimer leurs croyances sans ingérence de l'État et pour discuter ouvertement du rôle de la religion devrait jouer dans la sphère publique ».

## Racisme et discrimination

### Passé récent
15 % des habitants du pays s'identifient comme noirs et beaucoup d'entre eux sont quotidiennement confrontés à des préjugés. Des mots comme « singe », « esclave » et « sale nègre » sont utilisés pour déshumaniser la population noire. Les agressions physiques sont également courantes dans la communauté noire. Le 23 août 2018, plusieurs jeunes Tunisiens commencent à lancer des pierres sur une femme enceinte en raison de sa race. La situation tourne rapidement à la bagarre et plusieurs personnes sont blessées. Ghayda Jeanne Thabet, chargée de communication d'un groupe de soutien aux minorités, explique aux journalistes après l'attentat que « ce n'est pas la première fois qu'une telle agression raciste a lieu en Tunisie ; cela arrive souvent ». Le gouvernement tunisien nie que le racisme existe dans le pays et pourtant des études ont prouvé le contraire, comme une étude menée en avril et mai 2018 par Afrobaromètre qui enregistre les données de 1 200 répondants. Le tableau ci-dessous montre quelques-uns des résultats :
| Caractéristiques        | Tunisiens noirs % | Autres Tunisiens % |
| ----------------------- | ----------------- | ------------------ |
| Rural                   | 39                | 31                 |
| Possède une radio       | 51                | 66                 |
| Possède un ordinateur   | 38                | 50                 |
| Possède une voiture     | 46                | 61                 |
| École primaire terminée | 52                | 62                 |
| Sans emploi             | 42                | 25                 |

### Lois
Au cours de la décennie 2010, la Tunisie est passée de la négation totale de l'existence du racisme dans le pays à l'adoption de lois le criminalisant. La création de la loi a commencé en 2011 après la révolution tunisienne. Celle-ci constitue une énorme poussée des droits civiques qui finit par renverser le président Zine el-Abidine Ben Ali et créer un État démocratique avec des élections libres. Bien que la nouvelle Constitution de 2014 contienne plusieurs articles, elle n'a jamais abordé spécifiquement la forme de racisme à laquelle une grande partie de la population noire est confrontée quotidiennement. L'article 21 stipule que « tous les citoyens, hommes et femmes, ont des droits et des devoirs égaux et sont égaux devant la loi sans aucune discrimination ». Selon le gouvernement tunisien, cet article fait référence à l'égalité de toutes les personnes en valeur, et non à l'égalité des personnes de base sur la couleur et la race. L'article 23 stipule que « l'État protège la dignité humaine et l'intégrité physique et interdit la torture mentale et physique ». Si cet article protège la dignité de ses citoyens, même si les attaques contre une personne de race peuvent être considérées comme dégradantes, il ne protège pas contre cela puisque le gouvernement nie l'existence du racisme, donc cette loi n'a pas besoin d'y remédier.
L'article 47 stipule que « l'État doit fournir tous les types de protection à tous les enfants sans discrimination et conformément à leur intérêt supérieur ». Cela ne s'applique pas non plus aux propos racistes, selon le gouvernement. Elle ne s'applique qu'à la protection physique des enfants, pas à la discrimination verbale ou raciale à laquelle ils peuvent être confrontés quotidiennement. Aucun de ces articles n'est interprété comme criminalisant le racisme et la discrimination. Plusieurs organisations sont donc créées peu après la révolution de 2011 dans le but de faire en sorte que le gouvernement réinterprète ou complète ces articles pour les appliquer au racisme. ADAM pour l'égalité et le développement et M'nemty organisent des marches, des événements, des séminaires et des protestations pour tenter de gagner le soutien du public et des responsables gouvernementaux tunisiens. Au départ, le mouvement commence sur les réseaux sociaux car les médias traditionnels ne le couvrent pas. Ces protestations se heurtent à une forte résistance de la part de la majorité de la population. Les nationalistes arabes pensent que les manifestations déchirent le pays et détournent l'attention de questions importantes telles que l'économie défaillante de la Tunisie. De plus, certains ne croient pas à l'existence du racisme en Tunisie et pensent que la population noire cherche à attirer l'attention.
En janvier 2018, le chef du gouvernement Youssef Chahed soutient publiquement la création d'un projet visant à criminaliser le racisme soit en complétant les articles 21, 25 et 47 de la Constitution, soit en créant une toute nouvelle loi. Plusieurs événements avant cette annonce poussent Chahed à soutenir la cause. Les militants des droits civiques attribuent à une fille nommée Sabrina le mérite d'avoir lancé le discours sur la création de la loi. Début 2016, Sabrina est agressée verbalement avec des insultes raciales dans la rue et signale l'incident à la police. Cependant, en raison de l'absence de lois l'interdisant, la police ne fait rien à ce sujet. L'événement ne fait que susciter l'intérêt mais, la veille de Noël 2016, une attaque au couteau à motivation raciale dans une gare qui blesse trois étudiants noirs fournit une raison supplémentaire pour exiger une loi antiraciste du gouvernement. La rédaction de la loi commence peu de temps après. Le 9 octobre 2018, l'Assemblée des représentants du peuple adopte une nouvelle loi intitulée « Loi sur l'élimination de toutes les formes de discrimination raciale ». En vertu de la nouvelle loi, la discrimination est décrite comme « toute distinction, exclusion, restriction ou préférence fondée sur la race, la couleur, l'ascendance » ou toute autre discrimination qui entraîne « des troubles, une obstruction ou une privation ». Enfreindre la loi peut entraîner une amende pouvant aller jusqu'à 1 000 dollars et jusqu'à trois ans de prison. Messaoud Romdhani, responsable du Forum tunisien pour les droits économiques et sociaux (en), compare le vote de la loi équivalente en valeur à l'abolition de l'esclavage dans l'amélioration du pays et de la vie quotidienne de ses citoyens.

## Droits des femmes
Après avoir pris le pouvoir, le gouvernement post-révolutionnaire accepte en principe l'égalité entre les femmes et les hommes lors des élections. Human Rights Watch note que « la Tunisie, longtemps considérée comme le pays arabe le plus progressiste en matière de droits des femmes, a marqué des avancées supplémentaires dans ce domaine » à la suite de la révolution. Par exemple, le conseil des ministres décide de retirer les réserves de la Tunisie à la Convention sur l'élimination de toutes les formes de discrimination à l'égard des femmes, bien que le gouvernement ait suggéré « qu'il ne mette pas en œuvre des réformes contraires à l'islam ».
De plus, la Tunisie interdit la polygamie et la pratique islamique par laquelle un homme peut divorcer de sa femme sur simple déclaration. Les hommes et les femmes ont des droits égaux en matière de divorce et sont tenus de se soumettre à une procédure judiciaire pour l'obtenir. L'âge minimum du mariage pour les hommes et les femmes est de 18 ans ; depuis 1993, les femmes jouissent du droit de transmettre leurs noms et nationalités à leurs enfants. Comme le note un observateur, à Tunis, contrairement à de nombreuses villes du monde musulman, « les jeunes hommes et femmes célibataires se côtoient ouvertement dans les cafés et les restaurants. La plupart des hommes sont rasés de près et vêtus de styles européens modernes. Les femmes ne sont pas voilées ; beaucoup d'entre elles portent du maquillage et n'ont pas de foulard ». Pourtant, la discrimination persiste en vertu de la loi et dans la vie quotidienne, les femmes n'ayant toujours pas l'égalité des droits en matière d'héritage et de garde.
Un projet de loi vise à renforcer les sanctions et à réduire la violence à l'égard des femmes. La loi proposée, qui serait incorporée dans d'autres lois et politiques gouvernementales, introduirait des définitions générales de la violence sexiste, couvrant les dommages psychologiques et économiques dans les sphères publique et domestique. Le viol conjugal serait interdit et il n'y aurait plus d'impunité pour les violeurs si leurs victimes avaient moins de 20 ans et qu'ils les épousaient par la suite. Les sanctions pour harcèlement sexuel au travail seraient aggravées et les policiers et le personnel hospitalier seraient formés aux questions de genre.
En 2017, la Tunisie est devenue le premier pays arabe à interdire la violence domestique à l'égard des femmes, qui n'est auparavant pas un crime. De plus, la loi stipulant que si un violeur épouse sa victime, il échappe à la peine a également été modifiée. Selon Human Rights Watch, 47 % des femmes tunisiennes ont subi des violences au foyer,.
En septembre de la même année, l'Assemblée des représentants du peuple abroge la loi interdisant les mariages entre femmes musulmanes et hommes non musulmans (en). Dans la plupart des pays à majorité musulmane, ces mariages restent illégaux.

## Droits des enfants
Selon les lois pré-révolutionnaires, les enfants tunisiens héritaient de leur citoyenneté : d'un père tunisien ; d'une mère tunisienne et d'un père inconnu ; d'une mère tunisienne et d'un père sans nationalité ; ou d'une naissance en Tunisie d'une mère tunisienne et d'un père étranger. Les enfants ont droit à une éducation gratuite jusqu'à l'université. La fréquentation scolaire est obligatoire jusqu'à l'âge de 16 ans. Sous le gouvernement pré-révolutionnaire, des peines sévères étaient prévues en cas d'agression de mineurs, mais les poursuites pour de tels délits étaient extrêmement rares. Des travailleurs sociaux employés par le gouvernement aidaient les enfants maltraités et le ministère des Affaires féminines, de la Famille, de l'Enfance et des Personnes âgées « employait un délégué à la protection de l'enfance dans chacun des 24 gouvernorats du pays pour intervenir dans les cas d'exploitation sexuelle, économique ou criminelle des enfants ». On peut supposer que ces règles et protections sont toujours en vigueur dans la Tunisie post-révolutionnaire.

## Droits LGBT
Un groupe qui n'a pas sensiblement bénéficié de la révolution tunisienne est celui des personnes LGBT+. « Alors que la chute de Ben Ali a donné un plus grand espace à la liberté d'expression, tous les homosexuels tunisiens ne sont pas convaincus que les choses vont dans la bonne direction », rapporte le site Tunisia Live en janvier 2012. « Les homosexuels en Tunisie ont célébré l'éviction du dictateur Ben Ali, espérant que cela améliorerait leur situation », note Deutsche Welle en novembre 2012, « mais en près de deux ans, peu de choses ont changé pour la communauté gay et lesbienne du pays ». En vertu de l'article 230 du Code pénal, les relations anales peuvent toujours être punies d'une peine pouvant aller jusqu'à trois ans de prison. En juin 2012, le ministre des Droits de l'homme rejette avec véhémence un appel du Comité des droits de l'homme à dépénaliser les actes homosexuels, rejetant l'orientation sexuelle comme un concept occidental et insistant sur son incompatibilité avec l'islam. Une grande quantité de preuves anecdotiques suggèrent que le harcèlement et les agressions par des policiers et d'autres personnes sur les personnes LGBT+ continuent d'être répandus,.
En août 2012, un touriste italien homosexuel identifié comme Angelo est assassiné dans la station balnéaire tunisienne d'Hammamet par un habitant qui le poignardé dix fois. Une amie affirme qu'il avait appelé à l'aide mais « sa demande est restée sans réponse parce qu'il était gay ». Elle décrit un homme qui continue à manger un bol de soupe « à quelques mètres du meurtre de l'homme » et soutient également que « les habitants de la ville parlaient comme si Angelo méritait de mourir à cause de son homosexualité et les enfants se moquaient de la tragédie ». Commentant le meurtre, un rédacteur en chef tunisien de Gay Middle East déclare que « les droits de l'homme en général et les droits LGBTQIA+ en particulier empirent en Tunisie [...] La société détestait les homosexuels avant Ben Ali, mais sous [le nouveau parti au pouvoir] Ennahdha, l'homosexualité est utilisée comme arme politique encore plus rigoureusement qu'à l'époque de Ben Ali »,.
Michael Lucas, se référant dans The Advocate en décembre 2012 à la vie gay fermée de la Tunisie pré-révolutionnaire, affirme que la situation « est devenue encore plus sombre au cours des deux dernières années. Les lois contre l'activité homosexuelle étaient rarement appliquées sous Ben Ali, un chef militaire pro-occidental dont le régime a contribué à isoler la Tunisie de la vague montante de fanatisme religieux qui a englouti une grande partie du monde musulman. Mais le nouveau gouvernement tunisien est officiellement islamiste [...] Les Tunisiens homosexuels me disent que les arrestations pour homosexualité se multiplient, entraînant parfois des peines de prison allant jusqu'à trois ans, dont certains prisonniers, victimes de harcèlement, de viol et de violence de la part d'autres détenus, ne reviennent jamais. Avant 2011, les transsexuels et les drag queens pouvaient être vus dans les rues ; maintenant ils ont disparu ».
Il n'y a toujours pas d'organisation officielle de défense des droits des LGBT+ en Tunisie, bien qu'un magazine en ligne pour les homosexuels ait été créé en mars 2011.

## Droits des employés
Avant la révolution, la loi permet techniquement aux travailleurs d'adhérer à des syndicats, mais ce droit n'est pas toujours respecté. Tous les syndicats appartenaient à l'Union générale tunisienne du travail (UGTT), une fédération techniquement indépendante mais dont les dirigeants étaient souvent victimes de harcèlement de la part du gouvernement et de limitations de leur liberté d'action. Les grèves étaient soumises à l'approbation de l'UGTT, une exigence que la Confédération syndicale internationale a qualifiée de violation des droits des employés même si, dans la pratique, les syndicats demandaient rarement cette approbation. La négociation collective est autorisée et protégée. Le travail forcé est illégal, bien que certaines filles aient été contraintes de travailler comme domestiques, et il existe des règles régissant le travail des enfants, les moins de 16 ans n'ayant généralement pas le droit de travailler, bien que dans la pratique, de nombreux enfants « effectuaient des travaux agricoles dans les zones rurales et travaillaient comme vendeurs dans les villes ».
L'UGTT a joué un rôle majeur dans la révolution mais « est devenue la principale force d'opposition » contre le nouveau gouvernement. Au cours de la période post-révolutionnaire, elle « a montré ses muscles », annonçant une grève générale qui a été annulée après des pourparlers avec des responsables gouvernementaux.

## Personnes handicapées
La loi d'avant la révolution interdit la discrimination à l'égard des personnes handicapées. La loi d'avant-guerre exige qu'« au moins un pour cent des emplois des secteurs public et privé soit réservé aux personnes handicapées », mais de nombreux employeurs n'étaient pas au courant de cette loi. Avant la révolution, le gouvernement a « augmenté les programmes de formation professionnelle dans l'artisanat destinés aux personnes handicapées » et une loi de 1991 exige que les nouveaux bâtiments publics soient accessibles aux personnes handicapées. Avant la révolution, il incombe au ministère des Affaires sociales, de la Solidarité et des Tunisiens à l'étranger de protéger les droits des personnes handicapées.

## Demandeurs d'asile et réfugiés
De nombreuses personnes ont fui vers la Tunisie en 2011, y compris des Libyens fuyant la révolution dans ce pays. Certains ont été renvoyés chez eux mais, fin 2011, plusieurs milliers de personnes restaient dans un camp de réfugiés, celui de Choucha, à la frontière libyenne. Human Rights Watch a décrit la situation comme une « crise humanitaire », notant que « la Tunisie accueillait au moins 195 241 ressortissants de pays tiers » à la mi-2011, et que « les autorités militaires — aidées par la société civile tunisienne, les organisations internationales et les volontaires — fait des efforts considérables pour répondre aux besoins humanitaires ».

## Droit à un environnement sain
Le droit à un environnement sain en Tunisie est un droit de l'homme garanti principalement par la Constitution de 2014 mais aussi par d'autres lois et conventions internationales.

## Rapport sur la liberté dans le monde
Ce qui suit est un tableau des classements de la Tunisie depuis 1972 dans les rapports Libertés dans le monde, publiés chaque année par Freedom House. Une note de 1 correspond à « libre » ; 7 à « non libre » :
| \| Année \| Droits politiques \| Libertés civiles \| Statut \| Président \| \| 1972 \| 6 \| 5 \| Non libre \| Habib Bourguiba \| \| 1973 \| 6 \| 5 \| Non libre \| Habib Bourguiba \| \| 1974 \| 6 \| 5 \| Non libre \| Habib Bourguiba \| \| 1975 \| 6 \| 5 \| Non libre \| Habib Bourguiba \| \| 1976 \| 6 \| 5 \| Non libre \| Habib Bourguiba \| \| 1977 \| 6 \| 5 \| Non libre \| Habib Bourguiba \| \| 1978 \| 6 \| 5 \| Non libre \| Habib Bourguiba \| \| 1979 \| 6 \| 5 \| Non libre \| Habib Bourguiba \| \| 1980 \| 6 \| 5 \| Non libre \| Habib Bourguiba \| \| 1981 \| 5 \| 5 \| Partiellement libre \| Habib Bourguiba \| \| 1982 \| 5 \| 5 \| Partiellement libre \| Habib Bourguiba \| \| 1983 \| 5 \| 5 \| Partiellement libre \| Habib Bourguiba \| \| 1984 \| 5 \| 5 \| Partiellement libre \| Habib Bourguiba \| \| 1985 \| 5 \| 5 \| Partiellement libre \| Habib Bourguiba \| \| 1986 \| 6 \| 5 \| Non libre \| Habib Bourguiba \| \| 1987 \| 6 \| 5 \| Non libre \| Habib Bourguiba \| \| 1988 \| 6 \| 4 \| Partiellement libre \| Zine el-Abidine Ben Ali \| \| 1989 \| 5 \| 3 \| Partiellement libre \| Zine el-Abidine Ben Ali \| \| 1990 \| 5 \| 4 \| Partiellement libre \| Zine el-Abidine Ben Ali \| \| 1991 \| 5 \| 5 \| Partiellement libre \| Zine el-Abidine Ben Ali \| \| 1992 \| 6 \| 5 \| Non libre \| Zine el-Abidine Ben Ali \| \| 1993 \| 6 \| 5 \| Non libre \| Zine el-Abidine Ben Ali \| \| 1994 \| 6 \| 5 \| Non libre \| Zine el-Abidine Ben Ali \| \| 1995 \| 6 \| 5 \| Non libre \| Zine el-Abidine Ben Ali \| \| 1996 \| 6 \| 5 \| Non libre \| Zine el-Abidine Ben Ali \| \| 1997 \| 6 \| 5 \| Non libre \| Zine el-Abidine Ben Ali \| \| 1998 \| 6 \| 5 \| Non libre \| Zine el-Abidine Ben Ali \| \| 1999 \| 6 \| 5 \| Non libre \| Zine el-Abidine Ben Ali \| \| 2000 \| 6 \| 5 \| Non libre \| Zine el-Abidine Ben Ali \| \| 2001 \| 6 \| 5 \| Non libre \| Zine el-Abidine Ben Ali \| \| 2002 \| 6 \| 5 \| Non libre \| Zine el-Abidine Ben Ali \| \| 2003 \| 6 \| 5 \| Non libre \| Zine el-Abidine Ben Ali \| \| 2004 \| 6 \| 5 \| Non libre \| Zine el-Abidine Ben Ali \| \| 2005 \| 6 \| 5 \| Non libre \| Zine el-Abidine Ben Ali \| \| 2006 \| 6 \| 5 \| Non libre \| Zine el-Abidine Ben Ali \| \| 2007 \| 7 \| 5 \| Non libre \| Zine el-Abidine Ben Ali \| \| 2008 \| 7 \| 5 \| Non libre \| Zine el-Abidine Ben Ali \| \| 2009 \| 7 \| 5 \| Non libre \| Zine el-Abidine Ben Ali \| \| 2010 \| 7 \| 5 \| Non libre \| Zine el-Abidine Ben Ali \| \| 2011 \| 3 \| 4 \| Partiellement libre \| Moncef Marzouki \| \| 2012 \| 3 \| 4 \| Partiellement libre \| Moncef Marzouki \| \| 2013 \| 3 \| 3 \| Partiellement libre \| Moncef Marzouki \| \| 2014 \| 1 \| 3 \| Libre \| Béji Caïd Essebsi \| \| 2015 \| 1 \| 3 \| Libre \| Béji Caïd Essebsi \| \| 2016 \| 1 \| 3 \| Libre \| Béji Caïd Essebsi \| \| 2017 \| 2 \| 3 \| Libre \| Béji Caïd Essebsi \| \| 2018 \| 2 \| 3 \| Libre \| Béji Caïd Essebsi \| \| 2019 \| 2 \| 3 \| Libre \| Kaïs Saïed \| \| 2020 \| 2 \| 3 \| Libre \| Kaïs Saïed \| \| 2021 \| 3 \| 3 \| Partiellement libre \| Kaïs Saïed \| \| 2022 \| 4 \| 3 \| Partiellement libre \| Kaïs Saïed \| |                   |                  |                     |                         |
| Année | Droits politiques | Libertés civiles | Statut              | Président               |
| 1972 | 6                 | 5                | Non libre           | Habib Bourguiba         |
| 1973 | 6                 | 5                | Non libre           | Habib Bourguiba         |
| 1974 | 6                 | 5                | Non libre           | Habib Bourguiba         |
| 1975 | 6                 | 5                | Non libre           | Habib Bourguiba         |
| 1976 | 6                 | 5                | Non libre           | Habib Bourguiba         |
| 1977 | 6                 | 5                | Non libre           | Habib Bourguiba         |
| 1978 | 6                 | 5                | Non libre           | Habib Bourguiba         |
| 1979 | 6                 | 5                | Non libre           | Habib Bourguiba         |
| 1980 | 6                 | 5                | Non libre           | Habib Bourguiba         |
| 1981 | 5                 | 5                | Partiellement libre | Habib Bourguiba         |
| 1982 | 5                 | 5                | Partiellement libre | Habib Bourguiba         |
| 1983 | 5                 | 5                | Partiellement libre | Habib Bourguiba         |
| 1984 | 5                 | 5                | Partiellement libre | Habib Bourguiba         |
| 1985 | 5                 | 5                | Partiellement libre | Habib Bourguiba         |
| 1986 | 6                 | 5                | Non libre           | Habib Bourguiba         |
| 1987 | 6                 | 5                | Non libre           | Habib Bourguiba         |
| 1988 | 6                 | 4                | Partiellement libre | Zine el-Abidine Ben Ali |
| 1989 | 5                 | 3                | Partiellement libre | Zine el-Abidine Ben Ali |
| 1990 | 5                 | 4                | Partiellement libre | Zine el-Abidine Ben Ali |
| 1991 | 5                 | 5                | Partiellement libre | Zine el-Abidine Ben Ali |
| 1992 | 6                 | 5                | Non libre           | Zine el-Abidine Ben Ali |
| 1993 | 6                 | 5                | Non libre           | Zine el-Abidine Ben Ali |
| 1994 | 6                 | 5                | Non libre           | Zine el-Abidine Ben Ali |
| 1995 | 6                 | 5                | Non libre           | Zine el-Abidine Ben Ali |
| 1996 | 6                 | 5                | Non libre           | Zine el-Abidine Ben Ali |
| 1997 | 6                 | 5                | Non libre           | Zine el-Abidine Ben Ali |
| 1998 | 6                 | 5                | Non libre           | Zine el-Abidine Ben Ali |
| 1999 | 6                 | 5                | Non libre           | Zine el-Abidine Ben Ali |
| 2000 | 6                 | 5                | Non libre           | Zine el-Abidine Ben Ali |
| 2001 | 6                 | 5                | Non libre           | Zine el-Abidine Ben Ali |
| 2002 | 6                 | 5                | Non libre           | Zine el-Abidine Ben Ali |
| 2003 | 6                 | 5                | Non libre           | Zine el-Abidine Ben Ali |
| 2004 | 6                 | 5                | Non libre           | Zine el-Abidine Ben Ali |
| 2005 | 6                 | 5                | Non libre           | Zine el-Abidine Ben Ali |
| 2006 | 6                 | 5                | Non libre           | Zine el-Abidine Ben Ali |
| 2007 | 7                 | 5                | Non libre           | Zine el-Abidine Ben Ali |
| 2008 | 7                 | 5                | Non libre           | Zine el-Abidine Ben Ali |
| 2009 | 7                 | 5                | Non libre           | Zine el-Abidine Ben Ali |
| 2010 | 7                 | 5                | Non libre           | Zine el-Abidine Ben Ali |
| 2011 | 3                 | 4                | Partiellement libre | Moncef Marzouki         |
| 2012 | 3                 | 4                | Partiellement libre | Moncef Marzouki         |
| 2013 | 3                 | 3                | Partiellement libre | Moncef Marzouki         |
| 2014 | 1                 | 3                | Libre               | Béji Caïd Essebsi       |
| 2015 | 1                 | 3                | Libre               | Béji Caïd Essebsi       |
| 2016 | 1                 | 3                | Libre               | Béji Caïd Essebsi       |
| 2017 | 2                 | 3                | Libre               | Béji Caïd Essebsi       |
| 2018 | 2                 | 3                | Libre               | Béji Caïd Essebsi       |
| 2019 | 2                 | 3                | Libre               | Kaïs Saïed              |
| 2020 | 2                 | 3                | Libre               | Kaïs Saïed              |
| 2021 | 3                 | 3                | Partiellement libre | Kaïs Saïed              |
| 2022 | 4                 | 3                | Partiellement libre | Kaïs Saïed              |